# Cneorella zdenka
Cneorella zdenka es un coleóptero de la familia Chrysomelidae.
Fue descrita científicamente en 2005 por Bezdek.